# Radomilice
Radomilice jsou malá vesnice, část obce Dříteň v okrese České Budějovice v Jihočeském kraji. Nachází se asi 6,5 kilometru západně od Dřítně. Je zde evidováno 42 adres. V roce 2011 zde trvale žilo 61 obyvatel.
Radomilice leží v katastrálním území Záblatí o výměře 18,86 km².

## Název
Jméno vsi je odvozeno od osobního jména Radomil.

## Historie
První písemná zmínka o vesnici pochází z roku 1386.

## Přírodní poměry
Je zde také naleziště vltavínů typu green apple.

## Obyvatelstvo
| Rok            | 1869 | 1880 | 1890 | 1900 | 1910 | 1921 | 1930 | 1950 | 1961 | 1970 | 1980 | 1991 | 2001 | 2011 | 2021 |
| -------------- | ---- | ---- | ---- | ---- | ---- | ---- | ---- | ---- | ---- | ---- | ---- | ---- | ---- | ---- | ---- |
| Počet obyvatel | 148  | 171  | 164  | 174  | 228  | 223  | 197  | 187  | 151  | 105  | 83   | 57   | 65   | 61   | 67   |
| Počet domů     | 23   | 24   | 26   | 28   | 29   | 29   | 36   | 39   | 38   | 36   | 30   | 29   | 38   | 37   | 41   |

## Obecní správa
Při sčítání lidu v letech 1850–1962 Radomilice byly samostatnou obcí, se kterým patřily nejprve do okresu Prachatice, ale v roce 1950 v okrese Vodňany a od roku 1960 v okrese České Budějovice. Od 1. ledna 1963 do 31. března 1976 byly částí obce Záblatí v okrese České Budějovice. Od 1. dubna 1976 je částí obce Dříteň v okrese České Budějovice. V letech 1850–1879 k obci patřilo Strpí.

## Pamětihodnosti

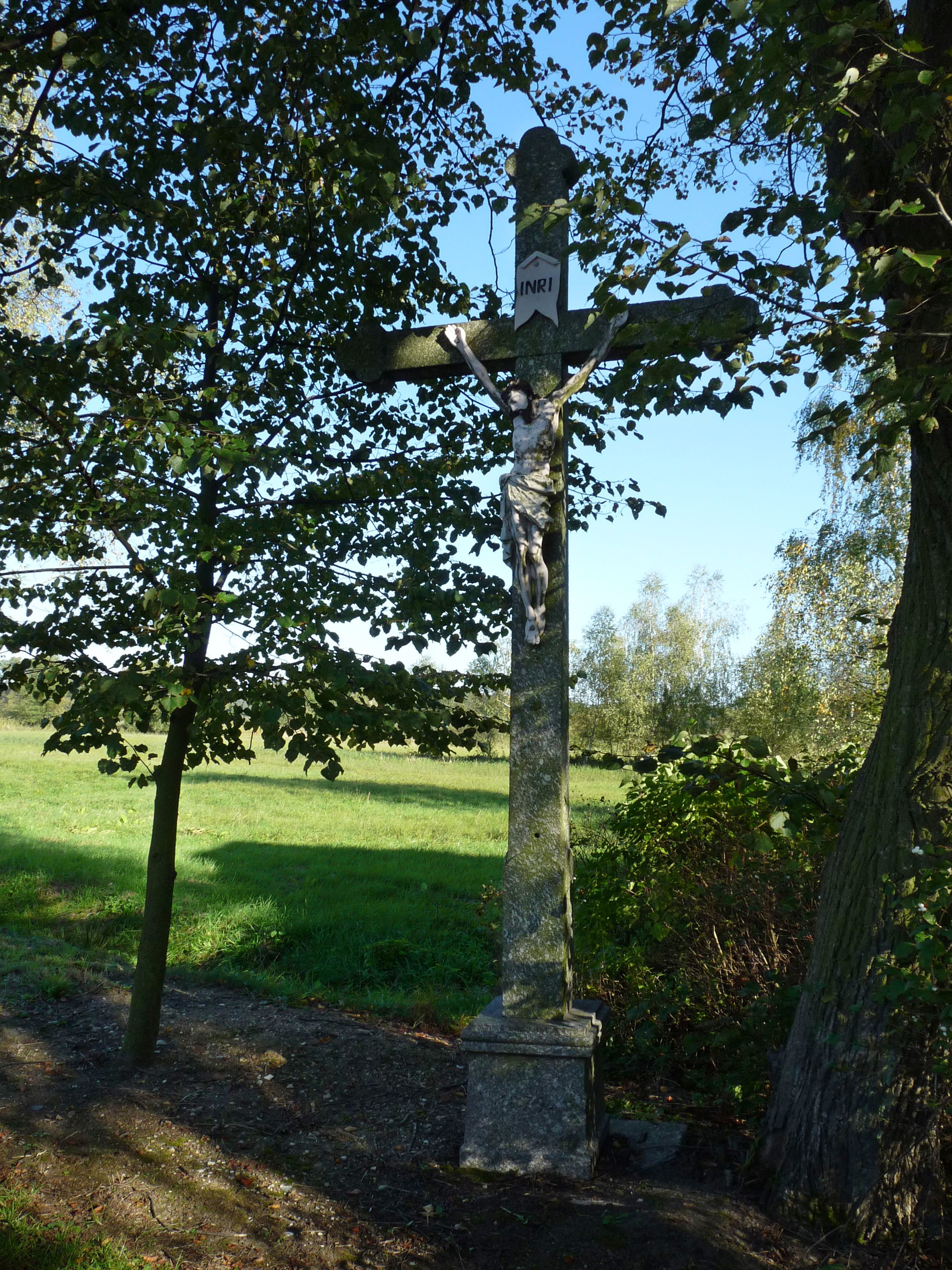
Pamětní kříž

- Schwarzenberský dvůr (čp. 10)
- Selské stavení čp. 9 z roku 1853
- Boží muka na jihozápadě vsi
- Kříž na severozápadě vesnice